# EuroAir
Euro Air European Airlines Ltd war eine regional operierende griechische Fluggesellschaft aus Athen.

## Geschichte
Euro Air wurde 1995 von der griechischen Luftfahrtbehörde lizenziert. Anfangs wurden Charterflüge mit der Piper Chieftain Propellermaschine durchgeführt. Seit 2000 führte EuroAir Passagier-, Cargo-, Lufttaxi-, Ambulanz- und Postflüge von Athen nach Mykonos, Syros, Kos und Rhodos durch.
Am 16. März 2009 wurde der EuroAir das Air Operator Certificate (Luftverkehrsbetreiberzeugnis) durch die zuständige Behörde entzogen. Sie darf somit keine kommerziellen Flüge mehr durchführen.

## Flotte
Mit Stand Mai 2007 bestand die Flotte der EuroAir aus den folgenden Flugzeugen:
- 2 McDonnell_Douglas MD-83, 164 Plätze
- Let L-410, Turbo-Prop, 18 Plätze
- Piper PA-31-350, Propeller, 8 Plätze